# Ágios Theódoros, Famagusta
Ágios Theódoros (turkiska: Çayırova) 
är en ort i Cypern.   Den ligger i distriktet Eparchía Ammochóstou, i den östra delen av landet, 60 km öster om huvudstaden Nicosia. Ágios Theódoros ligger 36 meter över havet och antalet invånare är 406. Den ligger på ön Cypern.
Terrängen runt Ágios Theódoros är platt åt sydost, men åt nordväst är den kuperad. Havet är nära Ágios Theódoros åt sydost.Trakten runt Ágios Theódoros är ganska glesbefolkad, med 25 invånare per kvadratkilometer. Närmaste större samhälle är Leonárisso, 15,2 km nordost om Ágios Theódoros. Trakten runt Ágios Theódoros består till största delen av jordbruksmark.
Stäppklimat råder i trakten. Årsmedeltemperaturen i trakten är 22 °C. Den varmaste månaden är juli, då medeltemperaturen är 32 °C, och den kallaste är januari, med 11 °C. Genomsnittlig årsnederbörd är 421 millimeter. Den regnigaste månaden är januari, med i genomsnitt 93 mm nederbörd, och den torraste är augusti, med 1 mm nederbörd.